# Куп три нације 2009.
Куп три нације 2009. (службени назив: 2009 Tri Nations Series) је било 14. издање овог најквалитетнијег репрезентативног рагби такмичења Јужне хемисфере.
Турнир је заслужено освојила Јужноафричка Република која је изгубила само један меч.

## Учесници
Напомена:
|   | Селекција                          | Стадион                             | Селектор          | Капитен             |
| - | ---------------------------------- | ----------------------------------- | ----------------- | ------------------- |
| 1 | Рагби репрезентација ЈАР           | Сокер сити, Јоханезбург (94 700)    | Петер де Вилијерс | Џон Смит (рагбиста) |
| 2 | Рагби репрезентација Новог Зеланда | Еден Парк, Окланд (50 000)          | Сер Грејам Хенри  | Ричи Мако           |
| 3 | Рагби репрезентација Аустралије    | Стадион Аустралија, Сиднеј (84 000) | Роб Динс          | Стирлинг Мортлок    |

## Такмичење
Нови Зеланд - Аустралија 22-16
Јужна Африка - Нови Зеланд 28-19
Јужна Африка - Нови Зеланд 31-19
Јужна Африка - Аустралија 29-17
Аустралија - Нови Зеланд 18-19
Аустралија - Јужна Африка 25-32
Аустралија - Јужна Африка 21-6
Нови Зеланд - Јужна Африка 29-32
Нови Зеланд - Аустралија 33-6

## Табела
|   | Селекција   | ИГ | Д | Н | И | ПД  | ПП  | ПР  | БП | Б  |  |
| - | ----------- | -- | - | - | - | --- | --- | --- | -- | -- |  |
| 1 | Спрингбокси | 6  | 5 | 0 | 1 | 158 | 130 | +28 | 1  | 21 |  |
| 2 | Ол блекси   | 6  | 3 | 0 | 3 | 162 | 188 | +10 | 1  | 13 |  |
| 3 | Валабиси    | 6  | 1 | 0 | 5 | 103 | 141 | -38 | 3  | 7  |  |

| Победник Купа три нације 2009. |
| ------------------------------ |
| ЈАР 3. титула                  |

## Индивидуална стастика
Највише поена
- Морн Стејн 95, Јужна Африка

Највише есеја
- Мет Гито 3, Аустралија